# Uranotaenia subtibioclada
Uranotaenia subtibioclada är en tvåvingeart som beskrevs av King och Harry Hoogstraal 1946. Uranotaenia subtibioclada ingår i släktet Uranotaenia och familjen stickmyggor. Inga underarter finns listade i Catalogue of Life.